# Brug 2389
Brug 2389 is een vaste brug in Amsterdam-West, Geuzenveld.
De betonnen brug is hier gelegd over een duiker in de afwateringstocht ten zuiden van de Haarlemmerweg. In de jaren nul van de 21e eeuw werd hier in de hoedanigheid van de Willem Schermerhornstraat een rechtstreekse noordzuidverbinding gemaakt tussen twee parallelle hoofdverkeerswegen, de eerder genoemde Haarlemmerweg (N200) en de Ruys de Beerenbrouckstraat.  Die verbinding moest over een relatief smalle watergang, noemenswaardig scheepvaartverkeer was hier nooit. Er werd een brug gelegd die maar een nauwe doorgang kreeg. Vanuit het zuiden heeft de brug over die duiker een lange aanloop, terwijl de overspanning zelf dus klein is. Opvallend is dat de kade tot die brug aan de oostkant vrij lang is, terwijl die aan de westkant eigenlijk alleen de duiker overspant.
Die zuidwestkant van de brugaanloop wordt sinds 2010 gevormd door het gebouw De Beusemaeckers van Ymere en zorginstelling Amsta, dat met de gevel direct aan het water staat en in het westen zelfs op pijlers in het water staat. Ymere kon er 56 woningen in onderbrengen, Amsta plaatste er 8 groepswoningen in. Het gebouw dient tevens als geluidsscherm tussen de drukke verkeersweg en de zuidelijk daarvan liggende woonwijk.
Oorspronkelijk bevond zich op deze plaats een eind jaren vijftig aangelegd breed talud van de Abraham Kuyperlaan met aan beide zijde opritten met een S-bocht van de Ruijs de Beerenbrouckstraat naar de Haarlemmerweg. Ook was op deze plaats een gepland maar nooit gebouwd  Station Amsterdam Geuzenveld voorzien. Nadat het talud meer dan 25 jaar ongebruikt was gebleven kwam halverwege de jaren tachtig dan toch eindelijk de hoog gelegen Abraham Kuyperlaan ingebruik inclusief een in 1982 gebouwd viaduct over de Ruijs de Beerenbrouckstraat, Haarlemmerweg en de verlegde spoorlijn naar Haarlem aansluitend op de Australiëhavenweg. Nauwelijks tien jaar later werd de hooggelegen weg alweer buiten gebruik gesteld en het talud inclusief de beide nauwelijks maar tien jaar oude viaducten gesloopt. De kruising met de Haarlemmerweg werd weer gelijkvloers.